# Felix Wiedwald
Felix Wiedwald, né le 15 mars 1990 à Thedinghausen, est un footballeur allemand. Il évolue au poste de gardien de but.

## Carrière
Il joue un match en Ligue Europa avec le club de l'Eintracht Francfort. 
Le 30 juin 2017, il rejoint Leeds United.
Le 20 juin 2018, il rejoint Eintracht Francfort.

### En sélection
Il joue un match avec l'équipe d'Allemagne des moins de 20 ans, le 13 novembre 2010, contre l'Autriche.

## Statistiques
| Saison                | Club                  | Championnat           | Championnat | Championnat | Coupe(s) nationale(s) | Coupe(s) nationale(s) | Compétition(s) continentale(s) | Compétition(s) continentale(s) | Compétition(s) continentale(s) | Total | Total |
| Saison                | Club                  | Division              | M.          | B.          | M.                    | B.                    | Comp.                          | M.                             | B.                             | M.    | B.    |
| 2011-2012             | MSV Duisbourg         | 2. Bundesliga         | 20          | 0           | 0                     | 0                     | -                              | -                              | -                              | 20    | 0     |
| 2012-2013             | MSV Duisbourg         | 2. Bundesliga         | 27          | 0           | 2                     | 0                     | -                              | -                              | -                              | 29    | 0     |
| Sous-total            | Sous-total            | Sous-total            | 47          | 0           | 2                     | 0                     | -                              | -                              | -                              | 49    | 0     |
| 2013-2014             | Eintracht Francfort   | Bundesliga            | 1           | 0           | 0                     | 0                     | C3                             | 1                              | 0                              | 2     | 0     |
| 2014-2015             | Eintracht Francfort   | Bundesliga            | 10          | 0           | 1                     | 0                     | -                              | -                              | -                              | 11    | 0     |
| Sous-total            | Sous-total            | Sous-total            | 11          | 0           | 1                     | 0                     | -                              | 1                              | 0                              | 13    | 0     |
| 2015-2016             | Werder Brême          | Bundesliga            | 34          | 0           | 5                     | 0                     | -                              | -                              | -                              | 39    | 0     |
| 2016-2017             | Werder Brême          | Bundesliga            | 13          | 0           | 1                     | 0                     | -                              | -                              | -                              | 14    | 0     |
| Sous-total            | Sous-total            | Sous-total            | 47          | 0           | 6                     | 0                     | -                              | -                              | -                              | 53    | 0     |
| Total sur la carrière | Total sur la carrière | Total sur la carrière | 105         | 0           | 9                     | 0                     | -                              | 1                              | 0                              | 115   | 0     |